# 交通の教則
『交通の教則』（こうつうのきょうそく）とは、一般財団法人全日本交通安全協会が発行する運転手向けの教材。運転免許証更新時や違反講習時に必ず配布される書籍である。ウェブ上で販売もされている。
国が定める「交通の方法に関する教則」に基づいて作成され、改正されている。「交通の方法に関する教則」は、道路交通法第108条の28第4項に基づき、国家公安委員会が作成し、全文を公表している。

## 内容
内容については下記の構成からなっており、道路交通法の改正等に伴い定期的に改訂されている。
- トピックス
新たに追加、改変された法令などを載せている。
- 第1部　安全運転のために
基本的な安全運転の心得などを載せている。
- 第2部　交通の方法に関する教則
教則の本文であり、イラスト・図表以外は、国家公安委員会が定める教則と同一である。
標識や標示、車両の種類なども載せている。
- 第3部　交通違反点数と講習制度など

## 教本の統合
2010年（平成22年）5月20日に行われた行政刷新会議による事業仕分けで、運転免許証更新時の講習で必ず配布される3 - 4冊の教本について、電通への随意契約を改め『交通の教則』を改良・縮小して、運転手の免許更新費用削減すべきとの仕分け人意見があった。これを受け警察庁は、2011年（平成23年）5月12日、コスト削減のため『交通の教則』『人にやさしい安全運転』の2冊を統合し、分量も4分の1程度削減し、1冊の新教本とするという通達を発表。2012年（平成24年）4月以降の更新講習には、新教本として『わかる 身につく 交通教本』が配布されている。